# Brookthorpe-with-Whaddon
Brookthorpe-with-Whaddon est une paroisse civile du Gloucestershire, en Angleterre.